# British Empire Trophy 1950
XII. British Empire Trophy byl devátým závod formule 1, pořádaný v sezóně 1950. Již 12. ročník British Empire Trophy se pořádal na trati u hlavního města ostrova Man, Douglasu.
Startovní listina British Empire Trophy, čítala celkem 18 závodníku ze čtyř zemí. Absolutní většinu zaujímali domácí piloti, které doplnil Švýcar Toulo de Graffenried, thajský prin Bira a Irský pilot Joe Kelly. Vozový park byl rovnoměrně rozložen mezi Maserati a domácí English Racing Automobiles, které ještě doplnily dva vozy Delage, jeden vůz Alta a HWM a dva privátní projekty A.J.B. a Tornado.
V kvalifikaci nečekaně vozy Maserati nestačily na zastarale vozy ERA a nejlepší z nich David Hampshire zajel až sedmý nejlepší čas. Nejlépe si vedl Cuth Harrison se světle zeleným vozem ERA C, konkrétně se jednalo o šasi R8C, které prošlo v roce 1937 složitou přestavbou z typu R8B. Dvě sekundy na Harrisona ztratil jeho krajan Tony Rolt jenž pilotoval vůz Delage 15S8, další sekundu zaostal Bob Gérard. Již v kvalifikaci poslal svůj vůz mimo trať Peter Walker. Cuth Harrison si svou pozici na startu uhájil i v prvním kole. Asi o největší vzrušení se postaral Princ Bira, který po smyku ve druhém kole vyřadil ze závodu i Davida Murraye. V závodě nakonec triumfoval Bob Gérard, který zde zvítězil i v letech 1947 a 1949.

## Výsledky
| Legenda k tabulce | Legenda k tabulce                                                                       |
| Barva             | Výsledek                                                                                |
| ----------------- | --------------------------------------------------------------------------------------- |
| Zlatá             | Vítěz                                                                                   |
| Stříbrná          | 2. místo                                                                                |
| Bronzová          | 3. místo                                                                                |
| Zelená            | Bodované umístění                                                                       |
| Modrá             | Nebodované umístění                                                                     |
| Modrá             | Dokončil neklasifikován (NC)                                                            |
| Fialová           | Odstoupil (Ret)                                                                         |
| Červená           | Nekvalifikoval se (DNQ)                                                                 |
| Červená           | Nepředkvalifikoval se (DNPQ)                                                            |
| Černá             | Diskvalifikován (DSQ)                                                                   |
| Bílá              | Nestartoval (DNS)                                                                       |
| Bílá              | Závod zrušen (C)                                                                        |
| Světle modrá      | Pouze trénoval (PO)                                                                     |
| Světle modrá      | Páteční testovací jezdec (TD)                                                           |
| Bez barvy         | Netrénoval (DNP)                                                                        |
| Bez barvy         | Vyřazen (EX)                                                                            |
| Bez barvy         | Nepřijel (DNA)                                                                          |
| Bez barvy         | Odvolal účast (WD)                                                                      |
| Bez barvy         | Nezúčastnil se (prázdné)                                                                |
| Označení          | Význam                                                                                  |
| Tučnost           | Pole position                                                                           |
| Kurzíva           | Nejrychlejší kolo                                                                       |
| †                 | Jezdec nedojel do cíle, ale byl klasifikován, protože odjel více než 90 % délky závodu. |
| ‡                 | Byl udělován poloviční počet bodů, protože bylo odjeto méně než 75 % délky závodu.      |
| Horní index       | Umístění bodujících jezdců ve sprintu                                                   |

| Pozice | Č  | Jezdec                | Vůz              | Kolo | Čas          | +/-       | Pole | Nej. kolo |
| ------ | -- | --------------------- | ---------------- | ---- | ------------ | --------- | ---- | --------- |
| 1      | 1  | Bob Gérard            | ERA B            | 36   | 1h59m36.8    | 2         | 3    |           |
| 2      | 12 | Cuth Harrison         | ERA C            | 36   | à 2'33"4     | 1         | 1    |           |
| 3      | 5  | Toulo de Graffenried  | Maserati 4CLT/48 | 36   | à 3'08"1     | 4         | 7    |           |
| 4      | 15 | Brian Shawe-Taylor    | ERA B            | 36   | à 3'19"1     | 1         | 5    |           |
| 5      | 3  | David Hampshire       | Maserati 4CLT/48 | 35   | à 1 kolo     | 1         | 6    |           |
| 6      | 2  | Reg Parnell           | Maserati 4CLT/48 | 35   | à 1 kolo     | 2         | 8    | 3:08,0    |
| 7      | 7  | Tony Rolt             | Delage 15S8      | 35   | à 1 kolo     | 5         | 2    |           |
| Pozice | Č  | Odstoupili            | Vůz              | Kolo | Čas          | +/-       | Pole | Nej. kolo |
| Ret    | 11 | Graham Whitehead      | ERA B            | 25   | Utržené kolo | Odstoupil | 9    |           |
| Ret    | 14 | Colin Murray          | Maserati 4CL     | 19   | Havárie      | Odstoupil | 12   |           |
| Ret    | 12 | Gordon Watson         | Alta F2          | 9    | Píst         | Odstoupil | 11   |           |
| Ret    | 6  | Princ Bira            | Maserati 4CLT/48 | 2    | Havárie      | Odstoupil | 13   |           |
| Ret    | 4  | David Murray          | ERA B            | 2    | Havárie      | Odstoupil | 4    |           |
| Ret    | 16 | Joe Kelly             | Maserati 6CM     | 2    | Havárie      | Odstoupil | 10   |           |
| Pozice | Č  | Nestartovali          | Vůz              | Kolo | Čas          | +/-       | Pole | Nej. kolo |
| DNS    | 10 | Peter Walker          | ERA E            |      | Nestartoval  |           |      |           |
| DNS    | 8  | John Rowley           | Delage 15S8      |      | Nestartoval  |           |      |           |
| DNS    | 17 | Anthony Baring        | HWM              |      | Nestartoval  |           |      |           |
| DNS    | 18 | Bobbie Baird          | Tornado Maserati |      | Nestartoval  |           |      |           |
| DNS    | 19 | Archie J. Butterworth | A.J.B. Steyr     |      | Nestartoval  |           |      |           |

### Nejrychlejší kolo
- Reg Parnell (Maserati 4CLT/48), 3:08,

### Postavení na startu
| _______1_______ Cuth Harrison ERA C 3:10              |                                             | _______2_______ Tony Rolt ERA B 3:12                       |                                               | _______3_______ Bob Gérard Delage 15S8 3:13       |
|                                                       | _______4_______ David Murray ERA B 3:17     |                                                            | _______5_______ Brian Shawe-Taylor ERA B 3:17 |                                                   |
| _______6_______ David Hampshire Maserati 4CLT/48 3:17 |                                             | _______7_______ Toulo de Graffenried Maserati 4CLT/48 3:19 |                                               | _______8_______ Reg Parnell Maserati 4CLT/48 3:20 |
|                                                       | _______9_______ Graham Whitehead ERA B 3:25 |                                                            | _______10_______ Joe Kelly Maserati 6CM 3:27  |                                                   |
| _______11_______ Gordon Watson Alta F2 3:36           |                                             | _______12_______ Colin Murray Maserati 4CL 3:38            |                                               | _______13_______ Princ Bira Maserati 4CLT/48      |

## Startovní listina
| Č. | Pilot                 | Tým                    | Konstruktér | Šasi             | Motor        | Pneumatiky |
| -- | --------------------- | ---------------------- | ----------- | ---------------- | ------------ | ---------- |
| 1  | Bob Gérard            | Bob Gerard Racing      | ERA         | ERA B            | ERA L6s      |            |
| 2  | Reg Parnell           | Scuderia Ambrosiana    | Maserati    | Maserati 4CLT/48 | Maserati L 4 |            |
| 3  | David Hampshire       | Scuderia Ambrosiana    | Maserati    | Maserati 4CLT/48 | Maserati L 4 |            |
| 4  | David Murray          | Scuderia Ambrosiana    | ERA         | ERA B            | ERA L6s      |            |
| 5  | Toulo de Graffenried  | Enrico Platé           | Maserati    | Maserati 4CLT-48 | Maserati L4s |            |
| 6  | Princ Bira            | Enrico Platé           | Maserati    | Maserati 4CLT-48 | Maserati L4s |            |
| 7  | Tony Rolt             | Rob Walker Racing Team | Delage      | Delage 15S8      | Delage L 8 s |            |
| 8  | John Rowley           | Privatní               | Delage      | Delage 15S8      | Delage L 8 s |            |
| 9  | Gordon Watson         | Privatní               | Alta        | Alta F2          | Alta L4s     |            |
| 10 | Peter Walker          | Privatní               | ERA         | ERA E            | ERA L6s      |            |
| 11 | Graham Whitehead      | Privatní               | ERA         | ERA B            | ERA L6s      |            |
| 12 | Cuth Harrison         | Privatní               | ERA         | ERA C            | ERA L6s      |            |
| 14 | Colin Murray          | Privatní               | Maserati    | Maserati 4CL     | Maserati L4s |            |
| 15 | Brian Shawe-Taylor    | Privatní               | ERA         | ERA B            | ERA L6s      |            |
| 16 | Joe Kelly             | Privatní               | Maserati    | Maserati 6CM     | Maserati L4s |            |
| 17 | Anthony Baring        | Privatní               | HWM         | HWM 51           | Alta L4s     |            |
| 18 | Bobbie Baird          | Privatní               | Tornado     | Tornado 1        | Maserati L4s |            |
| 19 | Archie J. Butterworth | Privatní               | A.J.B.      | A.J.B.           | Steyr        |            |

### Souhrn
| Pole position      | Vítězství          | Nej. kolo          |
| Spojené království | Spojené království | Spojené království |
| Cuth Harrison      | Bob Gérard         | Reg Parnell        |
| ERA C              | ERA B              | Maserati 4CLT/48   |
| 3:10,0             | 1:59:36,8          | 3:08,0             |
| 186,72 km/h        | 177.96 km/h        | 188,71 km/h        |
| ------------------ | ------------------ | ------------------ |

| Předchozí závod: Grand Prix Paříže 1950     | British Empire Trophy 1950 | Následný závod: Grand Prix Bari 1950 |
| Předchozí závod: British Empire Trophy 1949 | British Empire Trophy      | Následný závod: Není                 |